# Eugène Bersier

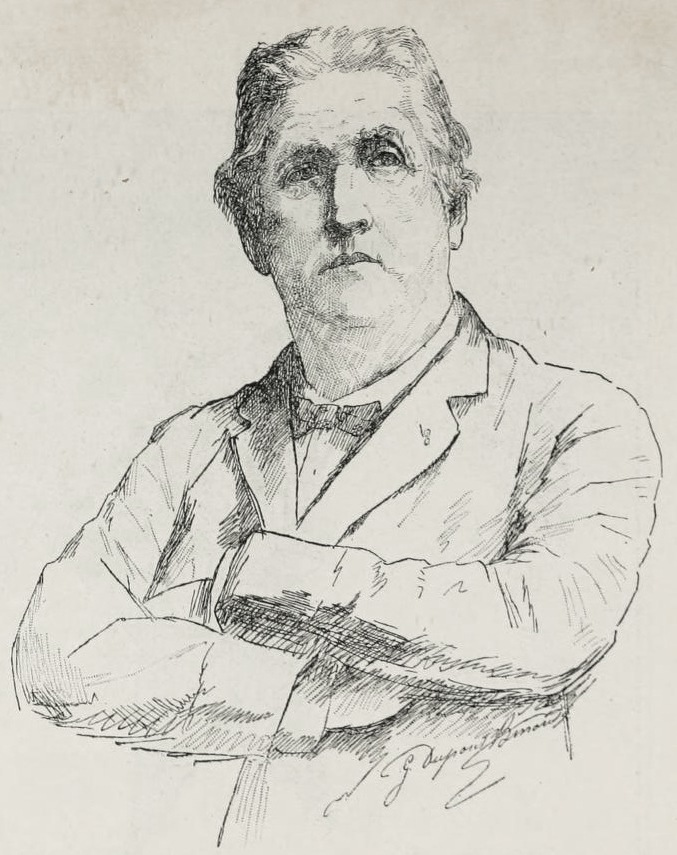
Eugène Bersier

Eugène Arthur François Bersier (* 5. Februar 1831 in Morges; † 19. November 1889, anderes Datum 1899 in Paris) war ein französischer evangelischer Geistlicher.

## Leben

### Familie
Eugène Bersier war ein Nachkomme von in die Schweiz geflohenen Hugenotten. Er war der Sohn von Jacques-Louis-François Bersier (* um 1810) und dessen Ehefrau Louise (* um 1810; † 9. Januar 1856), einer Tochter von David Coindet. Seine Eltern stammten beide aus dem Waadtland, aber seine Mutter hatte auch Engländer unter ihren Vorfahren.
Bersier war seit dem 10. Februar 1855 mit Marie Julie Amélie (* 25. Juli 1831 in Paris; † 1928), Tochter von Henri Louis Gabriel Marc Hollard (1801–1866), Professor am Pariser Collège de France, verheiratet; gemeinsam hatten sie fünf Kinder. Seine Tochter Mathilde Julie Louise Bersier (1855–1945) war mit Edouard Vaucher (1847–1920), Pastor und Dekan der protestantischen Theologischen Fakultät der Universität Paris, einem Sohn des Kaufmanns Edouard Vaucher (1801–1874), verheiratet. Seine zweite Tochter Emma Jenny Bersier (1859–1913) heiratete den Schriftsteller Émile Boutmy.

### Werdegang
Eugène Bersier verbrachte seine Kindheit in Genf und ging mit 17 Jahren in die Vereinigten Staaten, wo er zwei Jahre lang als Aufseher in einem Internat arbeitete.
Er immatrikulierte sich zu einem Theologiestudium an der Theologischen Schule der Evangelischen Gesellschaft in Genf und beendete das Studium 1854 mit einer Dissertation über Apologetik.
Von 1854 bis 1855 hielt er sich sowohl in Halle als auch in Göttingen auf und wurde 1855 in Frankreich eingebürgert. In diesem Jahr erfolgte dann auch seine Ordination in Paris.
Von 1855 bis 1875 war er Pfarrer an der Freikirche in dem Pariser Arbeiterviertel Faubourg Saint-Antoine, das an der Rue du Faubourg Saint-Antoine grenzte, bevor er 1875 der offiziellen reformierten Kirche beitrat. 1860 wurde Bersier an die Taitbout-Kapelle berufen, um einen der amtierenden Pastoren zu vertreten, und blieb dort bis 1874.

### Berufliches Wirken
Eugène Bersier wurde durch die von Alexandre Vinet aus dem Waadtland inspirierte Erweckung geprägt. 
1866 begann er mit seinen missionarischen Tätigkeiten zur Verbreitung des protestantischen Glaubens im Westen von Paris. Er organisierte Versammlungen zur evangelischen Bibelkunde in einem kleinen Saal, den er in Neuilly-sur-Seine gemietet hatte, und in der Folge liess er in der Avenue de la Grande Armée einen anderen, geräumigeren Saal einrichten, aus dem später die Kapelle am Stern (Église de l’Étoile) entstand, die am 15. September 1869 eingeweiht wurde. Noch im selben Jahr beschloss der Rat der Kirchengemeinde am Stern, den Bau einer Kirche auf der gegenüberliegenden Strassenseite, da der Saal sich bereits als zu klein erwies. Am 24. November 1874 wurde die neue Kirche eingeweiht. Die Kirche von Étoile schloss sich 1877 ebenfalls den Reformierten Kirchen an.
Im Juni und Juli 1872 nahm Bersier als Vertreter der evangelischen Freikirchen an der Generalsynode der Reformierten Kirchen teil und verfasste danach die Geschichte der Synode.
Bersier half auch seinem Onkel, Victor de Pressensé (1796–1871), bei der Verwaltung der zahlreichen aus der Erweckungsbewegung hervorgegangenen protestantischen Stiftungen.
Er war ein Kenner und Liebhaber katholischer und einfacher abendländischer liturgischer Tradition und bearbeitete seine erforschten Quellentexte für den aktuellen pastoralen Gebrauch. Er wurde zum Autor einer Liturgie für die reformierten Kirchen, in die viele Texte und Formen der nichtreformatorischen liturgischen Tradition einbezogen waren, unter anderem schöpfte er aus dem Gebet- und Gottesdienstbuch der katholisch-apostolischen Irvingianer. Er gab auch Anstösse zur Neugestaltung des reformierten Gottesdienstes. Dazu gehören auch Répons, kurze Antwortgesänge, der gesamten Gemeinde auf die Gebete des Vorstehers des Gottesdienstes, die sich in den folgenden Jahren in den reformierten Gemeinden im ganzen französischsprachigen Raum verbreiteten.
Neben einigen historischen Arbeiten publizierte Bersier von 1863 bis zu seinem Tod sieben Predigtbände und war auch der Herausgeber der Revue chrétienne.

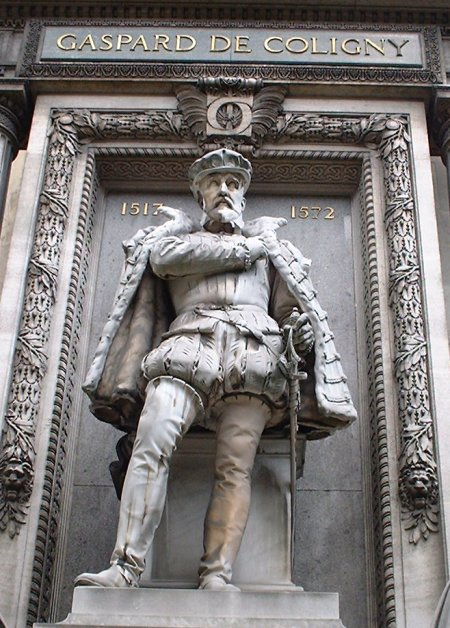
Statue Gaspard de Coligny

Bersier war von der Persönlichkeit des Admirals Gaspard de Coligny fasziniert, für den er ein Denkmal entwarf, das 1889 in der Rue de Rivoli im Chorsaal des Temple de l’Oratoire enthüllt wurde.
Eugène Bersier betätigte sich auch als Kirchenlieddichter und verfasste unter anderem Jésus, au nom saint et doux.

## Mitgliedschaften
- Eugène Bersier war stellvertretender Vorsitzender der Société de l’Histoire du Protestantisme Français (Historische Gesellschaft des Französischen Protestantismus) und war 1885 anlässlich der 200-Jahr-Feier des Widerrufs des Edikts von Nantes ein gefragter Vortragsredner.

## Schriften (Auswahl)
- Des causes qui éloignent les jeunes gens du Christianisme. Paris 1855.
- Le christianisme de l'imagination: discours. Paris 1858.
- Le dimanche. Paris 1864.
- De Puinhoopen van Jerusalem. Kampen 1868.
- Liturgie à l’usage des Eglises réformées. 1876.
- Sermons. 1867–1891.
- La solidarité. Paris 1870.
- Les Missions protestantes: discours. Paris 1870.
- The oneness of the race in its fall and its future. 1871.
- Histoire du Synode général de l’eglise réformée de France, Paris, 1872.
  - Band 1. Paris 1872.
  - Band 2. Paris 1872.
- La mission des apotres. 1875.
- The mission of the Apostles. London 1877.
- Saint Paul’s vision. 1881.
- The Gospel in Paris. London 1883.
- Coligny – the earlier life of the great Huguenot. London 1884.
- La Révocation, discours prononcé dans le temple de l’Oratoire de Paris le 22 octobre 1885. 1885.
- Quelques pages de l’histoire des Huguenots. 1892 (4. Auflage).